# Liesel Bach
Liesel Bach, née le 14 juin 1905 à Bonn et morte le 22 janvier 1992 à Toulon, est une aviatrice instructrice, pilote de vol à voile et de voltige aérienne allemande.
Elle est la première femme à survoler le mont Everest en 1951.